# UFC 51
UFC 51: Super Saturday è stato un evento di arti marziali miste tenuto dalla Ultimate Fighting Championship il 5 febbraio 2005 al Mandalay Bay Events Center di Las Vegas, Stati Uniti.

## Retroscena
L'evento prevedeva ben due incontri per titoli di categoria, ma nonostante ciò venne scelto come main match la sfida tra Tito Ortiz e Vítor Belfort, in quanto i due lottatori dei pesi mediomassimi vantavano un maggior appeal tra il pubblico: fu l'ultima volta dell'UFC dove il main match di un evento in concomitanza con incontri per il titolo non era egli stesso un incontro valido per una cintura di categoria.
Uno dei due incontri per il titolo era la sfida tra Andrei Arlovski e Tim Sylvia per la cintura di campione dei pesi massimi ad interim, cintura messa in palio in quanto l'allora campione dei pesi massimi in carica, Frank Mir, si infortunò gravemente a causa di un incidente in moto.
Inizialmente si pensò di organizzare l'evento in Giappone, ma Dana White cambiò idea a proposito.
Si vociferò a lungo che tale evento avrebbe ospitato il primo incontro di arti marziali miste femminili nella storia dell'UFC, con la sfida tra Erica Montoya e Shelby Walker, ma nulla si concretizzò a tal proposito.

## Risultati

### Card preliminare
- Incontro categoria Pesi Welter:  Nick Diaz contro  Drew Fickett

Diaz sconfisse Fickett per KO Tecnico (colpi) a 4:37 del primo round.
- Incontro categoria Pesi Welter:  Karo Parisyan contro  Chris Lytle

Parisyan sconfisse Lytle per decisione unanime (30-27, 30-27, 30-27).
- Incontro categoria Pesi Medi:  David Loiseau contro  Gideon Ray

Loiseau sconfisse Ray per KO Tecnico (stop medico) a 5:00 del primo round.
- Incontro categoria Pesi Massimi:  Mike Kyle contro  James Irvin

Kyle sconfisse Irvin per KO (pugni) a 1:55 del primo round.

### Card principale
- Incontro categoria Pesi Massimi:  Paul Buentello contro  Justin Eilers

Buentello sconfisse Eilers per KO (pugni) a 3:31 del primo round.
- Incontro per il titolo dei Pesi Medi:  Evan Tanner contro  David Terrell

Tanner sconfisse Terrell per KO Tecnico (colpi) a 4:35 del primo round e divenne il nuovo campione dei pesi medi.
- Incontro per il titolo dei Pesi Massimi ad Interim:  Andrei Arlovski contro  Tim Sylvia

Arlovski sconfisse Sylvia per sottomissione (achilles lock) a 0:47 del primo round e divenne il nuovo campione dei pesi massimi ad interim.
- Incontro categoria Pesi Medi:  Pete Sell contro  Phil Baroni

Sell sconfisse Baroni per sottomissione (strangolamento a ghigliottina) a 4:16 del terzo round.
- Incontro categoria Pesi Mediomassimi:  Tito Ortiz contro  Vítor Belfort

Ortiz sconfisse Belfort per decisione divisa (29–28, 29–28, 28–29).